# Tanja Grotter
Tanja Grotter (Russisch: Таня Гроттер) is het vrouwelijke hoofdfiguur in een serie Russische fantasy-romans gemaakt door Dmitri Jemets. Tanja (koosnaam voor Tatjana) Grotter is een weeskind met bewuste overeenkomsten met de Harry Potter-figuur van J. K. Rowling, waarvan het een parodie is. Door een door J. K. Rowling gewonnen rechtszaak over auteursrechtenschending bij het eerste deel zijn de boeken niet beschikbaar in het Nederlandse taalgebied, alsook in de meeste andere landen buiten het Russische taalgebied.

## Inhoud
Het centrale figuur en de elementen uit de plot van het eerste boek Tanja Grotter en de magische contrabas lijken sterk op die uit Harry Potter en de Steen der Wijzen, maar zijn overgezet naar een Russische omgeving. Tanja Grotter heeft een ongewoon geboorteteken op haar neus, magische krachten, wordt grootgebracht door "Lopoechoid" (vergelijkbaar met dreuzel) verwanten nadat haar ouders zijn gedood door een kwade tovenares genaamd Tsjoema-del-Tort en gaat studeren op de Tibidochs (Тибидохс) school voor jonge heksen en tovenaars met gedragsproblemen. Tanja's pleeggezin, de Doernevs, wonen in een stedelijk appartementsblok en Tanja is gedwongen om in de loggia van het appartement te slapen.
Jemets beschreef het boek als "een culturele reactie" op de Harry Potter-serie, en ze moeten een toespeling vormen op de Russische cultuur en folklore zoals Baba Jaga, roesalki, heksen op de Kale Berg en de werken van Poesjkin. Een referentie naar Poesjkin vormt bijvoorbeeld het feit dat Tibidox zich bevindt op het eiland Boejan uit Poesjkin's Het sprookje van tsaar Saltan.
Het eerste boek werd overwegend negatief ontvangen door Russische critici. Zo noemde de Komsomolskaja Pravda de gelijkenis met Harry Potter en de Steen der Wijzen en sprak professor literatuur Oleg Kling in de Moskovski Komsomolets van plagiaat. De Novaja Gazeta raadde het boek af omdat het zou getuigen van slechte smaak.
Na het eerste boek wijken de plots af van die uit de Harry Potter-serie. Zo wordt Tanja in Tanja Grotter en de Gouden Bloedzuiger tijdens het wereldkampioenschap drakenbal geconfronteerd met "Horry Poeper" (een nauwelijks vermomde Harry Potter). Daarbij lopen ze tegen elkaar op wanneer ze beiden proberen om de bal te pakken, waarmee een nieuwe verhaallijn ontstaat, waarin Tsjoema-del-Tort heeft gewonnen, goed en kwaad worden omgedraaid en alle figuren een Russisch equivalent van het orwelliaanse Newspeak spreken. Om de normale situatie te herstellen moet Tanja eerst de Gouden Bloedzuiger verslaan. Volgens onderzoeker Mark Hooker van het Amerikaanse Russian and East European Institute van de Universiteit van Indiana kan de Gouden Bloedzuiger worden opgevat als kapitalisme en het hele plot als een allegorie op het juridische conflict dat Jemets zelf in de werkelijke wereld over auteursrechten heeft.

## Geschiedenis
Hoewel het boek onder de Russische wetgeving aldaar kan worden gepubliceerd, zijn vertalingen in Europese landen niet verkrijgbaar onder dreiging van rechtszaken namens JK Rowling en Time Warner. Nadat Rowling en Time Warner er niet in slaagden om een sommatiebevel in Rusland te krijgen, richtten ze hun pijlen op Nederland, waar vaak de eerste vertalingen van internationale edities worden uitgegeven. In 2003 spanden ze een proces aan tegen de uitgever (Byblos) wegens vermeende inbreuk op de auteursrechten, meer specifiek op het recht van Rowling om afgeleide werken in eigen hand te houden. Jemets en zijn Moskouse uitgever Eksmo voerden aan dat het boek een parodie betrof, hetgeen onder auteursrecht toegestaan is. De rechter oordeelde echter in het voordeel van Rowling (geen parodie maar een bewerking) en verbood de verspreiding van de Nederlandse vertaling van het eerste boek Tanja Grotter en de magische contrabas. Later dat jaar werd in België, waar de verspreiding niet was verboden, door de Vlaamse uitgever Roularta het boek alsnog uitgegeven in een eenmalige kleine oplage van 1000 exemplaren om mensen zelf te kunnen doen besluiten of het wel of geen plagiaat betrof.
Russische commentatoren noemen het bestaan van precedenten voor Russische bewerkingen van Westerse bestsellers van kinderboeken, zoals Tolstoj's Boeratino (een vrije bewerking van Pinokkio), Kornej Tsjoekovski's Dokter Ajbolit, Volkov's De tovenaar van Smaragdstad, Nabokov's Anja in Wonderland en Zachoder's hervertelde Winnie de Poeh. Deze werden echter uitgegeven voor 1973, toen de Sovjet-Unie zich aansloot bij de Universele Conventie voor Auteursrecht.
In 2003, toen Jelets vijf delen van Tanja Grotter had gepubliceerd, had hij reeds een miljoen exemplaren van de delen verkocht. In 2006, toen hij tien delen had gepubliceerd, was dit aantal inclusief spin-offs opgelopen tot bijna 3 miljoen. Dat jaar stonden een aantal delen van de Tanja Grotter-serie in de top 10 van beste kinderboeken volgens een lezersenquète in de Centrale Kinderbibliotheek Poesjkin van Sint-Petersburg en in juli van dat jaar was zijn Tanja Grotter en de Parelring het meestverkochte kinderboek van Rusland, boven JK Rowling's Harry Potter en de Halfbloed Prins (2) en Harry Potter en de Orde van de Feniks (6).

## Delen
1. Tanja Grotter en de Magische Contrabas (Таня Гроттер и магический контрабас)
2. Tanja Grotter en de Verdwijnende Vloer (Таня Гроттер и исчезающий этаж)
3. Tanja Grotter en de Gouden Bloedzuiger (Таня Гроттер и Золотая Пиявка)
4. Tanja Grotter en de Troon van Drevnir (Таня Гроттер и трон Древнира)
5. Tanja Grotter en de Lansschacht van de Magi (Таня Гроттер и посох волхвов)
6. Tanja Grotter en de Hamer van Peroen (Таня Гроттер и молот Перуна)
7. Tanja Grotter en de Pince-nez van Noach (Таня Гроттер и пенсне Ноя)
8. Tanja Grotter en de Laarzen van de Centaur (Таня Гроттер и ботинки кентавра)
9. Tanja Grotter en de Bron van Poseidon (Таня Гроттер и колодец Посейдона)
10. Tanja Grotter en de Krul van Aphrodite (Таня Гроттер и локон Афродиты)
11. Tanja Grotter en de Parelring (Таня Гроттер и перстень с жемчужиной)
12. Tanja Grotter en de Vloek van de Dodenbezweerder (Таня Гроттер и проклятье некромага)
13. Tanja Grotter en de Praatzieke Sfinx (Таня Гроттер и болтливый сфинкс)

Spin-off's
- Tanja Grotter en de Complete Tibidox! Frasen, uitspraken en aforismes (Таня Гроттер и полный Тибидохс! Фразочки, цитатки и афоризмы)
- Werelden van Tanja Grotter (Миры Тани Гроттер) - een compilatie van door fans geschreven stripromans

Jelets heeft na het succes van de Tanja Grotter-serie ook een jonge mannelijke tovenaar in het leven geroepen genaamd Methodius Boeslajev (Мефодий Буслаев), waarvan inmiddels ook een tiental delen zijn verschenen.

## Overeenkomsten
Het Nederlandse hof kwam tot de volgende overeenkomsten tussen Harry Potter en Tanja Grotter:
| Harry Potter | Tanja Grotter |
| --- | --- |
| Harry's ouders worden gedood door een slechte tovenaar, Voldemort (Russisch: Volan-de-Mort)                                           | Tanja's ouders worden gedood door een slechte heks, Tsjoema-del-Tort                                                                             |
| Hij denkt dat ze zijn gedood door een auto-ongeluk                                                                                    | Zij denkt dat ze zijn gedood door een lawine |
| Hij heeft een mysterieus litteken op het voorhoofd                                                                                    | Zij heeft een mysterieus geboorteteken op de neus                                                                                                |
| Hij is achtergelaten op de drempel van zijn oom en tante, Petunia en Vernon Dursley                                                   | Zij is achtergelaten op de drempel van haar oom en tante, Germain en Ninel Durnev (in werkelijkheid zijn ze geen oom en tante, maar achterneven) |
| Ze behandelen hem slecht en verwennen hun eigen zoon Dudley Dursley                                                                   | Ze behandelen haar slecht en verwennen hun eigen dochter Penelope ("Pipa")                                                                       |
| Op de leeftijd van 11 wordt hij, zonder voorafgaande kennis van zijn krachten, uitgenodigd voor Zweinstein, een school voor tovenaars | Op de leeftijd van 10 wordt zij, zonder voorafgaande kennis van haar krachten, uitgenodigd voor Tibidox, een school voor tovenaars               |
| Het afgelegen Zweinstein kan alleen per trein vanaf een geheim perron worden bereikt                                                  | Het afgelegen Tibidox kan alleen worden door vliegen of teleportatie worden bereikt                                                              |
| Hij maakt twee speciale vrienden | Zij maakt twee speciale vrienden |
| Hij groeit uit tot een uitstekend speler van zwerkbal, vliegend op een bezem                                                          | Zijn groeit uit tot een uitstekend speler van drakenbal, vliegend op een contrabas                                                               |
| Voldemort zoekt de steen der wijzen, verborgen in Zweinstein                                                                          | Tsjoema-del-Tort zoekt een amulet, verborgen onder Tanja's geboorteteken                                                                         |
| De climax van het verhaal vindt plaats in de diepten van de school                                                                    | De climax van het verhaal vindt plaats in de kelder van de school                                                                                |
| Harry en vrienden bevechten Voldemort's trawant                                                                                       | Tanja en vrienden bevechten Tsjoema-del-Tort |
| Ze winnen, maar de Steen der Wijzen wordt met opzet vernietigd                                                                        | Ze winnen, maar het amulet raakt verloren |
| Harry's eerste schooljaar eindigt | Tanja's eerste schoolsemester eindigt |